# سوپرکینگز
سوپرکینگز (به انگلیسی: Superkings) یک برند سیگار ایجاد شده در بریتانیا است؛ که در حال حاضر توسط امپریال توباکو تولید می‌شود. این برند در سال ۱۹۸۳ پایه‌گذاری گردید.